# Bandiera dell'Oman
La bandiera dell'Oman è costituita da tre bande orizzontali (dall'alto in bianco, rosso e verde) e da una banda verticale rossa posta a sinistra, che contiene l'emblema dell'Oman. 
Il bianco simboleggia la pace e la prosperità, il verde la fertilità e le Montagne Verdi, e il rosso la battaglia contro l'invasore straniero. Il rosso è inoltre il colore della vecchia bandiera nazionale, quando l'Oman era chiamato Sultanato di Mascate. 
Il nome arabo della bandiera, Khanjar Bo Sayfain, significa "un Khanjar e due spade" e si riferisce agli oggetti rappresentati dall'emblema omanita.
Fino al 1985 la banda centrale rossa era più piccola rispetto alle altre due; infatti essa raggiungeva circa un quinto dell'altezza della bandiera, mentre le altre bande due quinti ciascuna. Infine nel 1995 un cambio di proporzioni portò la bandiera alla sua configurazione corrente.

## Bandiere storiche

Bandiera del Sultanato di Mascate (1650-1820)
Bandiera dell'Imamato di Oman
Bandiera del Sultanato di Mascate e Oman protettorato britannico (1820-1970)
Prima bandiera del Sultanato omanita attuale (1970-1985)
Precedente bandiera omanita (1985-1995)